# Comté de Bowman
Le comté de Bowman est un comté du Dakota du Nord, aux États-Unis.

## Démographie
| 1910  | 1920  | 1930  | 1940  | 1950  | 1960  |
| ----- | ----- | ----- | ----- | ----- | ----- |
| 4 668 | 4 768 | 5 119 | 3 860 | 4 001 | 4 154 |

| 1970  | 1980  | 1990  | 2000  | 2010  | - |
| ----- | ----- | ----- | ----- | ----- | - |
| 3 901 | 4 229 | 3 596 | 3 242 | 3 151 | - |